# 江湖本色2
《江湖本色2》是一個第三人稱射擊遊戲，由前作《江湖本色》的原班人馬負責製作作與開發，於2003年10月14日由Rockstar Games負責發行，此作品為江湖本色系列中的第2款遊戲。
遊戲的劇本由萨姆·莱克（Sam Lake）編寫，同時也是一代的模特兒和編劇，由於遊戲畫質的提升，模特兒改為專業演員蒂莫西·吉布斯（Timothy Gibbs），儘管這部遊戲受到高度的評價，但是銷售量卻與它成反比。

## 遊戲模式
在遊戲中一共有6種模式，玩家必須先完成Detective模式才能進入其他模式
- Detective：預設模式，玩家如果一開始接觸這部遊戲，就可以看到所有模式裡僅這個模式允許玩家進入，完成這個模式之後，你就可以解開Dead on Arrival以外的其他4種模式，在這個模式中，敵人的難度會隨著關卡逐漸提升
- Hard-Boiled：困難模式，不論玩家在哪一個關卡，敵人的難度依舊屬於高難度，完成這個模式即可解開Dead on Arrival模式[1]
- Dead on Arrival：極困難模式，除了Hard-Boiled的難度之外，還有存檔次數的限制，完成這個模式你就可以看到與其他2種難度不一樣的結局[1]
- New York Minute：[1]
- Dead Man Walking：生存遊戲模式，玩家可以選擇5個關卡中的場景來作為生存遊戲的舞台，除此之外每個生存舞台都佈滿了爆裂物來增加刺激感，使玩家不但要注意來勢洶洶的敵人，更要注意爆裂物的衝擊[1]
  - Manor Yard：第3章第7關的景物
  - construction site：第2章第6關的景物
  - Manor Garden：第3章第7關的景物
  - used car lot：第3章第4關的景物
  - scaffolding：第2章第6關的景物
- Jump to Chapter：玩家在這個模式中可以選擇任何一個關卡，不過預設武器不會與之前Detective模式所收集到的一樣[1]

## 故事
剧情紧接前作，受重伤的马克思被送往医院，一出院就遭到刺客袭击，在此过程中，纽约警察局副局长（现任中尉）吉姆·帕维拉被枪杀，马克思逃到一个房间里，在那里他发现了侦探搭档瓦莱丽·温特森的尸体。接着又倒叙至前作的结尾：在法庭上，佩恩被指控犯有多重谋杀罪名，其中包括杀害另一位名叫亚力克斯的侦探和伤人。为了消除涉嫌杀害亚力克斯指控，他证明了自己没有犯下此事，其他罪名则应参议员沃登的要求而被撤销（沃登此前曾向马克思许诺）。马克思如今重归自由身，他离开了缉毒局，在纽约警察局当侦探。
两年后，马克思正调查由一群名为“清洁工”的合约杀手制造的连环凶杀案，此间见到被自己认为死掉的莫娜·萨斯，由此想到了她曾因涉嫌谋杀参议员盖茨而被逮捕，尽管马克思多番阻挠，她还是被送到了警察局。在局里，马克思无意提到新搭档瓦莱丽·温特森在打电话时提到过莫娜，随后警察局就遭到了追随莫娜的“清洁工”的袭击，在他们找到莫娜前，莫娜砸烂了自己的手机并设法离开警察局。马克思在她的住所见到了她，并在那里击退跟踪自己的“清洁工”。随后，他们对袭击者展开追捕。
随着搜捕的展开，两人来到了一处工地，马克思和莫娜与“清洁工”爆发枪战，敌人撤退后，侦探温特森旋即抵达。她用枪顶着莫娜，莫娜认为温特森是来杀自己的，但温特森表示自己只不过是例行公务罢了。经过考虑，马克思向温特森开枪，使得莫娜借机逃脱。温特森临死前，还向马克思开了一枪，致使马克思负伤入院。
随后，游戏以马克思站在温特森尸体旁的镜头开始，他后来决定逃离正遭受“清洁工”袭击的医院，拯救吉姆·帕维拉和自己，并开始寻找答案，但后来又遭到当地俄罗斯黑手党的负责人弗拉基米尔·莱姆的绑架，他在几年前曾进入该组织。马克思得知莱姆利用“清洁工”消除业务上的竞争，他是名为“局中人”的秘密组织的一份子。为了牟取组织的控制权，他曾计划杀害沃登。莫娜是沃登雇佣的枪手，沃登曾下令让她除掉莱姆和马克思。在莱姆发现侦探温特森是自己情妇后，他对马克思开枪，让马克思慢慢死去。随后莫娜抢救马克思，两人一起前往沃登的豪宅，试图让沃登脱离莱姆的魔掌。
潜入豪宅后，莫娜突然将马克思推倒在地，试图遵照命令除掉马克思，但是她对马克思的感情制止了自己的行为。意识到莫娜不会置马克思于死地，莱姆在莫娜身后开枪。沃登突然推着轮椅从抢房中出来（癌症夺走他行走的能力），一把扑向莱姆，却在随后的缠斗中被杀害。马克思和莱姆随后进入决战，期间莱姆引爆埋在豪宅里的炸弹，两人掉进了地牢，马克思追着莱姆来到圆形屋顶上的平台，莱姆所处的位置高出马克思。马克思开火射击支撑部件，平台最终掉入地面，马克思了结了莱姆。马克思回到莫娜那里时，警察已经赶到，莫娜在马克思的怀抱中死去。而以最高难度完成游戏会出现另一种结局——莫娜活了下来。
关于故事结束后发生的事情，莫娜·萨斯的真正命运以及吉姆·帕维拉负伤后的命运，出现在了《马克思·佩恩3》开场的漫画上。

## 遊戲開發
2001年12月5日，Take-Two Interactive發布一則新聞表示他們以1000萬美元和97萬普通股收購Remedy Entertainment和Apogee Software的《江湖本色》專營權，並且計畫要開發續作。
2002年5月22日，Take-Two Interactive同意付800萬美元的獎金給這兩家公司以鼓勵他們開發續作。2003年9月3日，Take-Two Interactive正式宣布續作《江湖本色2》將於10月15日發行。

## 評價
| 汇总媒体     | 得分                                |
| ------------ | ----------------------------------- |
| GameRankings | PC：88.38% PS2：76.79% Xbox：85.81% |
| Metacritic   | PC：86% PS2：73% Xbox：84%          |

| 媒体                   | 得分         |
| ---------------------- | ------------ |
| 1UP.com                | B− (PC)      |
| ActionTrip             | 8.2/10       |
| GameSpot               | PC：9.0/10   |
| GameSpy                | PC：5/5      |
| GameZone               | Xbox：9.3/10 |
| IGN                    | PC：9.4/10   |
| The Toronto Sun        | PC：4.5/5    |
| The New Zealand Herald | Xbox：4/5    |
| 每日電訊報 (澳洲)      | PC：5/5      |
| 雪梨晨鋒報             | PC：4/5      |
| 星期日泰晤士報         | PC：2/5      |

這部遊戲在46位評論媒體中獲得41位正面評價，5位中立評價，GameSpy給予95分的高分，他們認為雖然沒有支援多人遊戲和遊戲長度稍短，但是淋漓盡致的遊戲畫面，和完美的子彈時間是他們給出高分的原因